# Тара (притока Іртиша)
Та́ра — річка в Росії, права притока Іртиша (басейн Обі), тече у Новосибірській та Омській областях. 
Тара починається у Васюганських болотах на території Сєверного району Новосибірської області неподалік від кордону з Томською областю. Тече у слабко розвиненій долині у переважно західному напрямку, подекуди відхиляючись до півдня. Річка має рівнинний характер на всьому протязі, русло дуже звивисте. Незадовго до гирла повертає на північний захід і протягом 25–30 км тече удовж основного русла Іртиша. Впадає в Іртиш біля села Усть-Тара Тарського району Омської області.
Довжина річки 806 км, площа басейну 18 300 км². Середньорічний стік, виміряний за 108 км від гирла, біля села Муромцево, становить 42 м³/с (за результатами вимірянь у 1936–1999 роках). Багаторічний мінімум стоку спостерігається у березні (10 м³/с), максимум — у травні (165 м³/с). За період спостережень абсолютний мінімум місячного стоку (4,56 м³/с) спостерігався у вересні 1940 року, абсолютний максимум — у червні 1941 (400 м³/с). 
Живлення мішане з переважанням снігового. Замерзає наприкінці жовтня — у листопаді, скресає у другій половині квітня — першій половині травня. Під час особливо суворих зим на перекатах повністю перемерзає. Повінь з квітня до червня. 
Більшість приток впадає у Тару справа. Найбільші з них — Іча, Майзас, Чека, Верхня Тунгуска, Нижня Тунгуска, Бергамак.
Річка судноплавна на 365 км від гирла (до села Киштовка), а під час повені і вище.
Населені пункти на річці: Біаза, Межовка, Верх-Тарка, Киштовка, Залівіно, Мала Скірла (Новосибірська область), Низове, Ушаково, Муромцево, Лісіно, Бергамак, Окунево, біля гирла — Усть-Тара (Омська область). Місто Тара (центр Тарського району), попри свою назву, розташоване не на Тарі, а на лівому березі Іртиша за 30 км нижче по течії від гирла Тари.
Річка тече територією Сєверного та Киштовського районів Новосибірської області і Муромцевського та Тарського районів Омської області; на невеликому відрізку по ній проходить кордон між двома областями.